# Heian Sandan
Heian Sandan (平安三段 Heian Sandan?, “paz y tranquilidad, nivel 3”) es el tercer kata de la serie de katas Heian del estilo Shotokan de karate. Fue creada por Ankō Itosu a principios del siglo XX.

## Historia
Este kata, como el resto de la serie Heian fue adaptado por Ankō Itosu del kata Kankū Dai a principios del siglo XX.

## Estructura
Este kata introduce nuevas posiciones, ataques, patadas y giros, siendo sus combinaciones de mayor complejidad que los katas predecesores en la serie Heian.
Contiene 21 movimientos y dos kiai.

### Diagrama (embusen)
El embusen de este kata es muy sencillo, al igual que el resto de las Heian. Prácticamente se asemeja a una T mayúscula inversa.

### Posiciones (dachi)
- Kokutsu dachi
- Heisoku dachi
- Zenkutsu dachi
- Kiba dachi

### Defensas (uke)
- Uchi uke
- Gedan barai
- Morote uke
- Enpi uke

### Ataques directos (tsuki)
- Oi tsuki
- Mawashi tsuki

### Ataques indirectos (uchi)
- Nukite
- Tettsui uchi
- Uraken uchi

### Patadas (geri)
- Mikatsuki geri

## Puntos importantes

### Giro de 180°
Este giro suele ser problemático, puesto que hay que evitar levantar la altura de la cadera al girar, y terminar con la posición de kiba dachi correctamente.

### Ritmo
La recogida después del primer kiai hasta heiko dachi es muy lenta, lo que confiere más complejidad al kata, pero en algunas ocasiones, para evitar desequilibrios, se tiende a recoger rápido.

### Yori ashi
La transición entre los dos kiba dachi finales se llama yori ashi. Este tipo de desplazamiento lateral consiste acercar el pie izquierdo al derecho primero y luego separar el derecho del izquierdo (si se desplaza hacia la derecha), terminando de nuevo en kiba dachi.
Es importante no levantar la altura de la cadera, para lo cual hay que flexionar las rodillas en el momento de juntar los pies.

## Aplicaciones (bunkai)

### Nukite y Tettsui uchi
La aplicación más común de la combinación nukite + tetsui uchi suele ser el agarre de la muñeca del nukite por parte del oponente. A continuación el karateka gira sobre sí mismo para lanzar a continuación un tettsui a la cara del oponente. Es importante el control del giro y realizarlo con velocidad.

### Equivalencias entre estilos
Este kata también se encuentra presente en otros estilos de karate, con distinto nombre y algunas diferencias en su ejecución.
- Heian Sandan: Shotokan.
- Pinan Sandan: Shitō-ryū, Shōrin-ryū, Wadō-ryū, Gensei-ryū, Kyokushin kaikan, Ryukyu Kempo, Shindō jinen-ryū, Shukokai.
- Pyung ahn sam dan: Tang Soo Do (karate coreano).[2][3]
- Pinan sono san: Kyokushinkai.

### Vídeos
- Heian Sandan, por Hirokazu Kanazawa en YouTube.
- Heian Sandan, por Takenori Imura con Masatoshi Nakayama en YouTube.
- Heian Sandan, por Keinosuke Enoeda en YouTube.
- Heian Sandan, por alumnos de la JKA en los 60 en YouTube.

### Webs
- Estudio técnico de Pinan/Heian Sandan
- Heian Sandan. Embusen, dibujo y vídeo

- Datos: Q1593807